# Through Navajo Eyes
Through Navajo Eyes is een serie korte documentaires uit 1966. De films volgen het leven binnen een Navajo-indianenstam. Deze films waren dan ook gemaakt door verschillende leden van de stam.
De films zijn:
- Intrepid Shadows
- The Navajo Silversmith
- A Navajo Weaver
- Old Antelope Lake
- Second Weaver
- The Shallow Well Project
- The Spirit of the Navajos

In 2002 werden alle zeven films opgenomen in de National Film Registry ter conservatie.